# Madeleine Bracquemond
Madeleine Louise Fernande "Mado" Bracquemond, född 15 januari 1898 i Paris, död 5 december 1981 i Antony, Hauts-de-Seine, var en fransk friidrottare med hoppgrenar som huvudgren. Bracquemond deltog i flera franska friidrottsmästerskap och blev guldmedaljör vid de andra Internationella damspelen i friidrott 1922 och var en pionjär inom damidrott.

## Biografi
Madeleine Bracquemond föddes i mellersta Frankrike, i ungdomstiden var hon aktiv friidrottare och gick med i kvinnoidrottsföreningen "En Avant Paris" (grundad 1912) i Paris. Hon tävlade främst i hoppgrenar men var även aktiv i löpgrenar. Hon var också aktiv som fotbollsspelare.
1918 deltog hon i sina första franska mästerskap (Championnats de France d'Athlétisme – CFA) då hon tog bronsmedalj i höjdhopp utan ansats och slutade på en femte plats i höjdhopp vid tävlingar 7 juli på Jean-Bouinstadion i Paris.
Vid mästerskapen 1919 tog hon delad bronsmedalj i höjdhopp och slutade på femte plats i löpning 300 meter vid tävlingar 29 juni åter på Jean-Bouinstadion i Paris.
1920 var hon lagkapten för det kombinationslag (med Jeanne Brulé, Thérèse Brulé, Chatelut, Defigier, Germaine Delapierre, Jeanne Janiaud, Louise Ourry, Carmen Pomiès, Rimbaux från Fémina Sport, Lévêque från "Les Sportives de Paris" och Geneviève Laloz, Thérèse Laloz, Rigal, A. Trotmann, J. Trotmann, Viani från "En Avant Paris") som spelade den första internationella matchen i damfotboll 30 april mot engelska "Dick, Kerr's Ladies FC" i England. Senare samma år försvarade hon sin bronsplats i höjdhopp vid mästerskapen 11 juli 1920 på Elisabethstadion i Paris.
1921 blev hon fransk mästare i fotboll då "En Avant Paris" den 17 april vann över "Sportives de Reims" med 3-0. Senare deltog hon vid Damolympiaden 1921 där hon tog bronsmedalj i höjdhopp. Vid franska mästerskapen 3 juli samma år på Pershingstadion i Paris vann hon silvermedalj i höjdhopp och slutade på femte plats i längdhopp. Hon fortsatte som lagkapten för Frankrikes damlandslag i fotboll även åren 1921 och 1922.
Bracquemond deltog i Damspelen 1922 i Monte Carlo där hon tog guldmedalj i höjdhopp, senare samma år tog hon silvermedalj vid de franska mästerskapen 25 juni på Stade du Métropolitan i Colombes. Under samma tävling slutade hon på femte plats i längdhopp.